# Сензанґахона
Король Сензанґахона каДжама (бл. 1762—1816) — король Королівства Зулу, відомий як батько трьох королів Зулу, які правили в період, коли зулуси досягли значних успіхів на чолі з його старшим сином, королем Шакою.

## Життєпис
Його батьком був вождь Джама каНдаба, а матір'ю — Мтанія Сібія. Сензанґахона домігся смерті свого батька. Під час правління Сензанґахони зулуси були невеликим кланом у конфедерації Мтетва, якою правив Дінгісвайо.
Ім'я Сензанґахона походить від зулуського слова, що означає «той, хто діє з поважною причиною».
Хоча зулуси практикували ритуальне обрізання, ця традиція поступово вимирала. Сензанґахона і Шака не були обрізані, що свідчить про цю тенденцію в культурі зулу.

### Дружини і діти

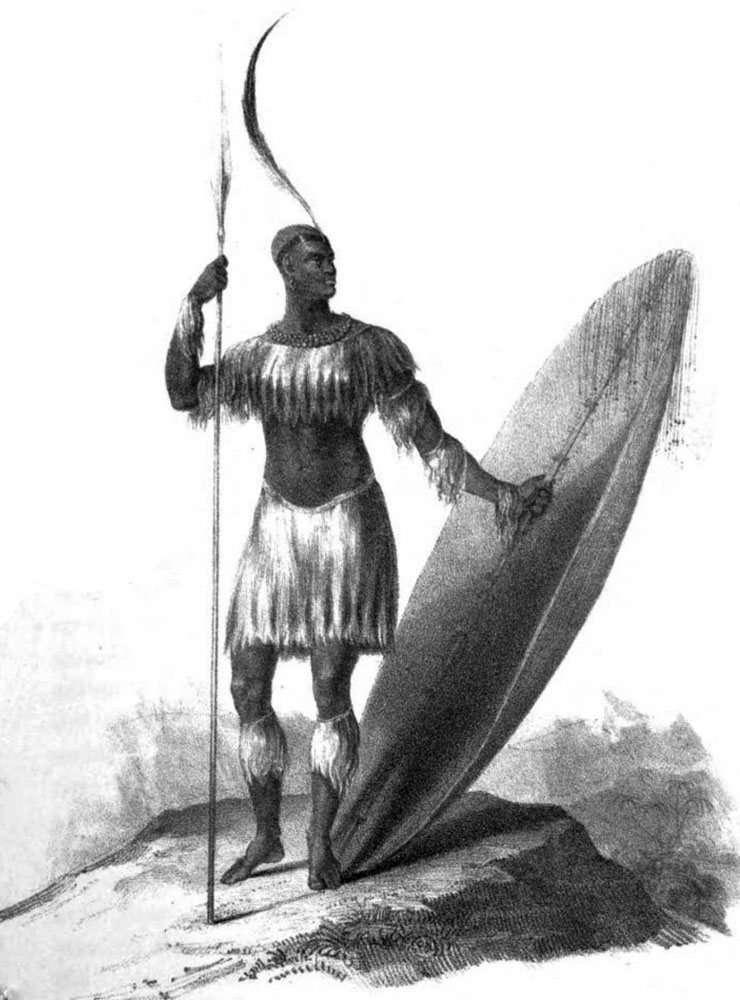
Шака, син Сензанґахони

Сензанґахона одружився щонайменше на шістнадцяти жінках, від яких мав чотирнадцять відомих синів. Імена його дочок не відомі, бо їх на записували.
Нандi каБгебге eЛанґенi (Нанді, дочка Бгебге, з району еЛанґені), народила йому його першого сина Шаку, який, як кажуть, був зачатий під час акту укухлобонга, форми перерваного статевого акту без проникнення, дозволеного неодруженим парам у час, відомий як «веселощі доріг» (amahlaya endlela). Закохані захопилися і відбулося зачаття. Нанді та Шаку спочатку прийняли в краал Сензанґахони, і до неї ставилися як до меншої дружини. Оскільки вона не була його великою дружиною, Шака не був спадкоємцем. Сензанґахона не бажав визнавати Нанді своєю головною дружиною, важливим символом статусу серед амазулу. У нього була ще одна дитина з нею, сестра Шаки Номкуба. Мкабі, Велика Дружина, добре ставилася до Нанді. Проте, стосунки Нанді з Сензанґахоною згодом зіпсувалися, тому вони з Шакою були змушені покинути краал. Бхібхі каСомпісі Нтулі була однією з дружин Сензанґахони.
Офіційним спадкоємцем Сензанґахони був його син Сіґуджана. Сіґуджана перейшов на посаду після смерті свого батька в 1816 році. Однак правління Сігуджани було коротким, оскільки Шака за допомогою свого союзника Дінгісвайо та свого зведеного брата Нґваді вбив Сігуджану. Потім Шака перетворив вождівство на королівство і став його першим королем.
Шоста дружина Сензанґахони, Мпікасе каМлілела Нгобесе, народила Дінгаана, який зайняв королівство Зулу після вбивства свого зведеного брата Шаки в 1828 році . Офіційна назва місця смерті короля — КваДукуза.
Дев'ята дружина Сензанґахони, Сонгія каНготша Хлабіса, народила Мпанде, який став королем після того, коли в 1840 році скинув Дінгане. Мпанде був єдиним сином, який народив йому онуків. Син Мпанде, Кечвайо Кампанде, був у деяких аспектах останнім великим королем зулусів до того, як Британська імперія вторглася на їх територію.

## В культурі
Сензанґахона грає Конрад Магваза в телесеріалі Чака Зулу.